# ITF Women’s Circuit 2016 (April–Juni)
In den folgenden Tabellen werden die Tennisturniere des zweiten Quartals des ITF Women’s Circuit 2016 dargestellt.

## Turnierplan
| Kategorien |
| ---------- |
| $100.000   |
| $75.000    |
| $50.000    |
| $25.000    |
| $10.000    |

### April
| Datum 1 | Turnierort                                           | Siegerin Einzel         | Siegerinnen Doppel                         |
| ------- | ---------------------------------------------------- | ----------------------- | ------------------------------------------ |
| 04.04.  | Kashiwa                                              | Jang Su-jeong           | Yang Zhaoxuan Zhang Kailin                 |
| 04.04.  | Changwon                                             | Susanne Celik           | Han Na-lae Yoo Mi                          |
| 04.04.  | Jackson                                              | Grace Min               | Sharon Fichman Jarmila Wolfe               |
| 04.04.  | Qarshi                                               | Rebecca Šramková        | Natela Dzalamidze Weronika Kudermetowa     |
| 04.04.  | São José do Rio Preto                                | Paula Ormaechea         | Fernanda Brito Constanza Vega              |
| 04.04.  | Scharm El-Scheich                                    | Manisha Foster          | Oleksandra Korashvili Margarita Lasarewa   |
| 04.04.  | Iraklio                                              | Wiktorija Kan           | Wiktorija Kan Alona Sotnykowa              |
| 04.04.  | Hammamet                                             | Irina Bara              | Alice Bacquié Irina Bara                   |
| 04.04.  | Antalya                                              | Viktoriya Tomova        | Harriet Dart Viktoriya Tomova              |
| 11.04.  | Shenzhen ITF Women’s Circuit - Shenzhen 2016         | Wang Qiang              | Shūko Aoyama Makoto Ninomiya               |
| 11.04.  | Istanbul Lale Cup 2016                               | Barbora Štefková        | Nigina Abduraimova Barbora Štefková        |
| 11.04.  | Pelham                                               | Grace Min               | Asia Muhammad Taylor Townsend              |
| 11.04.  | Lins                                                 | Paula Ormaechea         | Bárbara Gatica Stephanie Mariel Petit      |
| 11.04.  | Scharm El-Scheich                                    | Estelle Cascino         | Melanie Klaffner Julia Wachaczyk           |
| 11.04.  | Dijon                                                | Marija Marfutina        | Chayenne Ewijk Rosalie van der Hoek        |
| 11.04.  | Iraklio                                              | Raluca Georgiana Șerban | Cristiana Ferrando Dalma Gálfi             |
| 11.04.  | Pula                                                 | Olesya Perwuschina      | Alice Balducci Olga Parres Azcoitia        |
| 11.04.  | Hammamet                                             | Tamara Zidanšek         | Petra Januskova Angelica Moratelli         |
| 11.04.  | Antalya                                              | Iryna Schymanowitsch    | Emily Arbuthnott Harriet Dart              |
| 18.04.  | Dothan Hardee’s Pro Classic 2016                     | Rebecca Peterson        | Asia Muhammad Taylor Townsend              |
| 18.04.  | Nanning                                              | Zhang Kailin            | Liu Chang Varatchaya Wongteanchai          |
| 18.04.  | Bauru                                                | Paula Ormaechea         | Nathaly Kurata Eduarda Piai                |
| 18.04.  | Scharm El-Scheich                                    | Katie Boulter           | Anastassija Pribylowa Naomi Totka          |
| 18.04.  | Iraklio                                              | Nastassja Burnett       | Freya Christie Chanel Simmonds             |
| 18.04.  | Pula                                                 | Jasmine Paolini         | Pia König Sofija Kowalez                   |
| 18.04.  | Schymkent                                            | Kamila Kerimbajewa      | Ilona Kremen Swjatlana Piraschenka         |
| 18.04.  | Hammamet                                             | Sandra Zaniewska        | Manon Arcangioli Angelica Moratelli        |
| 18.04.  | Antalya                                              | Iryna Schymanowitsch    | Jazzamay Drew Iryna Schymanowitsch         |
| 25.04.  | Charlottesville Boyd Tinsley Clay Court Classic 2016 | Taylor Townsend         | Asia Muhammad Taylor Townsend              |
| 25.04.  | Wiesbaden Wiesbaden Tennis Open 2016                 | Wiktorija Kan           | Marie Benoît Arantxa Rus                   |
| 25.04.  | Chiasso ITF Women’s Circuit Chiasso Open 2016        | Isabella Shinikova      | Antonia Lottner Anne Schäfer               |
| 25.04.  | Villa del Dique                                      | Ellie Halbauer          | Fernanda Brito Camila Giangreco Campiz     |
| 25.04.  | Tučepi                                               | Ani Mijačika            | Dasha Ivanova Petra Krejsová               |
| 25.04.  | Scharm El-Scheich                                    | Julia Wachaczyk         | Samantha Murray Despina Papamichail        |
| 25.04.  | Iraklio                                              | Diāna Marcinkēviča      | Walerija Sawinych Alona Sotnykowa          |
| 25.04.  | Győr                                                 | Bianka Békefi           | Guadalupe Pérez Rojas Francesca Stephenson |
| 25.04.  | Pula                                                 | Camilla Scala           | Pia König Lisa Whybourn                    |
| 25.04.  | Schymkent                                            | Anna Kalinskaja         | Ilona Kremen Swjatlana Piraschenka         |
| 25.04.  | Hammamet                                             | Sandra Zaniewska        | Madeleine Kobelt Nora Niedmers             |
| 25.04.  | Manisa                                               | Lina Gjorcheska         | Abbie Myers Melis Sezer                    |

### Mai
| Datum 1 | Turnierort                                                           | Siegerin Einzel                | Siegerinnen Doppel                          |
| ------- | -------------------------------------------------------------------- | ------------------------------ | ------------------------------------------- |
| 02.05.  | Anning Kunming Open 2016                                             | Zhang Kailin                   | Wang Yafan Zhang Kailin                     |
| 02.05.  | Cagnes-sur-Mer Engie Open de Cagnes-sur-Mer Alpes-Maritimes 2016     | Magda Linette                  | Andreea Mitu Demi Schuurs                   |
| 02.05.  | Gifu Kangaroo Cup International Ladies Open 2016                     | Hiroko Kuwata                  | Eri Hozumi Miyu Katō                        |
| 02.05.  | Indian Harbour Beach Revolution Technologies Pro Tennis Classic 2016 | Jennifer Brady                 | Julia Glushko Alexandra Panowa              |
| 02.05.  | Tunis Nana Trophy 2016                                               | Ons Jabeur                     | Arina Rodionova Walerija Strachowa          |
| 02.05.  | Villa María                                                          | Fernanda Brito                 | Carolina M. Alves Constanza Vega            |
| 02.05.  | Bol                                                                  | Magdaléna Pantůčková           | Dasha Ivanova Petra Krejsová                |
| 02.05.  | Scharm El-Scheich                                                    | Noppawan Lertcheewakarn        | Samantha Murray Despina Papamichail         |
| 02.05.  | Győr                                                                 | Wesna Dolonz                   | Daiana Negreanu Rebeka Stolmár              |
| 02.05.  | Pula                                                                 | Priscilla Hon                  | Federica Arcidiacono Gaia Sanesi            |
| 02.05.  | Chimki                                                               | Anastassija Gassanowa          | Olga Doroschina Alena Tarassowa             |
| 02.05.  | Antalya                                                              | Ayla Aksu                      | Emina Bektas Sarah Lee                      |
| 09.05.  | Trnava Empire Slovak Open 2016                                       | Kateřina Siniaková             | Anna Kalinskaja Tereza Mihalíková           |
| 09.05.  | Saint-Gaudens Open Engie Saint-Gaudens 31 Midi-Pyrénées 2016         | Irina Chromatschowa            | Demi Schuurs Renata Voráčová                |
| 09.05.  | Fukuoka Fukuoka International Women’s Tennis 2016                    | Xenija Lykina                  | Indy de Vroome Aleksandrina Najdenowa       |
| 09.05.  | Győr                                                                 | Tamara Zidanšek                | Réka-Luca Jani Ana Vrljić                   |
| 09.05.  | La Marsa                                                             | Wiktorija Kan                  | Witalija Djatschenko Galina Woskobojewa     |
| 09.05.  | Naples (Florida)                                                     | Walerija Solowjowa             | Gabriela Cé Justyna Jegiołka                |
| 09.05.  | Bol                                                                  | Gabriela Pantůčková            | Naiktha Bains Dasha Ivanova                 |
| 09.05.  | Scharm El-Scheich                                                    | Sara Tomic                     | Anna Morgina Sara Tomic                     |
| 09.05.  | Pula                                                                 | Olesya Perwuschina             | Deborah Chiesa Olga Parres Azcoitia         |
| 09.05.  | Monzón                                                               | Marie Bouzková                 | Alice Bacquié Gabriella Taylor              |
| 09.05.  | Båstad                                                               | Karen Barritza                 | Emilie Francati Cornelia Lister             |
| 09.05.  | Antalya                                                              | Ayla Aksu                      | Sarah Lee Ashley Mackey                     |
| 16.05.  | Zhengzhou $50,000 Zhengzhou 2016                                     | Anastassija Piwowarowa         | Xun Fangying You Xiaodi                     |
| 16.05.  | Kurume Kurume Best Amenity Cup International Womens Tennis 2016      | Kyōka Okamura                  | Hsu Ching-wen Xenija Lykina                 |
| 16.05.  | Caserta                                                              | Isabella Shinikova             | Amanda Carreras Alice Savoretti             |
| 16.05.  | Goyang                                                               | Han Na-lae                     | Freya Christie Harriet Dart                 |
| 16.05.  | Bol                                                                  | Tereza Mrdeža                  | Naiktha Bains Alexandra Morozova            |
| 16.05.  | Scharm El-Scheich                                                    | Théo Gravouil                  | Prerna Bhambri Nidhi Chilumula              |
| 16.05.  | Ramat Gan                                                            | Polina Monowa                  | Vlada Ekshibarova Naomi Totka               |
| 16.05.  | Galați                                                               | Alexandra Perper               | Maria Fernanda Guadalupe Pérez Rojas        |
| 16.05.  | Båstad                                                               | Patty Schnyder                 | Emilie Francati Cornelia Lister             |
| 16.05.  | Hammamet                                                             | Lisa Sabino                    | Natalija Kostić Hanna Posnichirenko         |
| 16.05.  | Antalya                                                              | María Fernanda Herazo González | Kyra Shroff Dhruthi Tatachar Venugopal      |
| 23.05.  | Tianjin $50,000 Tianjin 2016                                         | Aryna Sabalenka                | Li Yihong Wang Yan                          |
| 23.05.  | Grado                                                                | Ana Bogdan                     | Catalina Pella Daniela Seguel               |
| 23.05.  | Karuizawa                                                            | Nigina Abduraimova             | Rika Fujiwara Kotomi Takahata               |
| 23.05.  | Incheon                                                              | Jeong Su-nam                   | Han Sung-hee Makoto Ninomiya                |
| 23.05.  | Andijan                                                              | Sabina Sharipova               | Barbora Štefková Anastasija Wassyljewa      |
| 23.05.  | Baku                                                                 | Melis Sezer                    | Melis Sezer Sadafmoh Tolibova               |
| 23.05.  | Scharm El-Scheich                                                    | Théo Gravouil                  | Ola Abou Zekry Kateryna Sliusar             |
| 23.05.  | Ramat Aviv                                                           | Yuliya Kalabina                | Naomi Totka Ana Veselinović                 |
| 23.05.  | Warschau                                                             | Sabrina Santamaria             | Emma Laine Sabrina Santamaria               |
| 23.05.  | Galați                                                               | Miriam Bulgaru                 | Alexandra Perper Anastasia Vdovenco         |
| 23.05.  | La Bisbal d’Empordà                                                  | Renata Zarazúa                 | Irene Burillo Escorihuela Xenija Scharifowa |
| 23.05.  | Hammamet                                                             | Natalija Kostić                | Anna Procacci Michele Zmău                  |
| 23.05.  | Antalya                                                              | Elixane Lechemia               | Anita Husarić Yuliana Lizarazo              |
| 30.05.  | Marseille Open Féminin de Marseille 2016                             | Danka Kovinić                  | Hsieh Su-wei Nicole Melichar                |
| 30.05.  | Brescia Internazionali Femminili di Tennis 2016                      | Karin Knapp                    | Deborah Chiesa Martina Colmegna             |
| 30.05.  | Eastbourne AEGON Eastbourne Trophy 2016                              | Alison Riske                   | Yang Zhaoxuan Zhang Kailin                  |
| 30.05.  | Hódmezővásárhely                                                     | Tamara Zidanšek                | Laura Pigossi Nadia Podoroska               |
| 30.05.  | Namangan                                                             | Barbora Štefková               | Xenija Lykina Polina Monowa                 |
| 30.05.  | Baku                                                                 | Stefanie Tan                   | Ksenija Bekker Alina Silitsch               |
| 30.05.  | Scharm El-Scheich                                                    | Jaqueline Cristian             | Sai Chamarthi Zhao Qianqian                 |
| 30.05.  | Kirjat Schmona                                                       | Marta Paigina                  | Naomi Totka Ana Veselinović                 |
| 30.05.  | Szczawno-Zdrój                                                       | Anastasija Schoschyna          | Olga Brózda Anastasija Schoschyna           |
| 30.05.  | Galați                                                               | Alexandra Perper               | Alexandra Perper Ioana Loredana Roșca       |
| 30.05.  | Madrid                                                               | Tess Sugnaux                   | Marcela Zacarías Renata Zarazúa             |
| 30.05.  | Hammamet                                                             | Natalija Kostić                | Kassandra Davesne Barbara Kötelesová        |
| 30.05.  | Antalya                                                              | Pemra Özgen                    | Lou Brouleau Emma Léné                      |
| 30.05.  | Buffalo                                                              | Caroline Dolehide              | Caroline Dolehide Ingrid Neel               |

### Juni
| Datum 1 | Turnierort                                                                                                | Siegerin Einzel            | Siegerinnen Doppel                               |
| ------- | --- | -------------------------- | ------------------------------------------------ |
| 06.06.  | Essen Bredeney Ladies Open 2016                                                                           | Sara Sorribes Tormo        | Laura Pous Tió Anne Schäfer                      |
| 06.06.  | Surbiton AEGON Surbiton Trophy 2016                                                                       | Marina Melnikowa           | Sanaz Marand Melanie Oudin                       |
| 06.06.  | Minsk | Anna Kalinskaja            | Ulrikke Eikeri Laura Pigossi                     |
| 06.06.  | Padua | Xu Shilin                  | Alice Matteucci Katarzyna Piter                  |
| 06.06.  | Tokio | Akiko Omae                 | Kanae Hisami Kotomi Takahata                     |
| 06.06.  | Buenos Aires                                                                                              | Victoria Bosio             | Carolina Meligeni Alves Camila Giangreco Campiz  |
| 06.06.  | Baku | Kamila Kerimbajewa         | Kamila Kerimbajewa Stefanie Tan                  |
| 06.06.  | Anning | Kang Jiaqi                 | Li Yihong Xin Yuan                               |
| 06.06.  | Scharm El-Scheich                                                                                         | Jaqueline Cristian         | Shivika Burman Varunya Wongteanchai              |
| 06.06.  | Réunion                                                                                                   | Chayenne Ewijk             | Pauline Payet Snehadevi Reddy                    |
| 06.06.  | Akkon | Vlada Ekshibarova          | Vlada Ekshibarova Naomi Totka                    |
| 06.06.  | Puszczykowo                                                                                               | Marie Bouzková             | Weronika Foryś Walerija Sawinych                 |
| 06.06.  | Velenje                                                                                                   | Gabriela Pantůčková        | Gabriela Pantůčková Magdaléna Pantůčková         |
| 06.06.  | Madrid | Margot Yerolymos           | Jessika Ponchet Marina Schamaiko                 |
| 06.06.  | Antalya                                                                                                   | Zuzana Zlochová            | Masa Jovanović Phillis Vanenburg                 |
| 06.06.  | Bethany Beach                                                                                             | Ingrid Neel                | Sophie Chang Alexandra Mueller                   |
| 13.06.  | Szeged Naturtex Women’s Open 2016                                                                         | Viktoriya Tomova           | Cristina Dinu Lina Gjorcheska                    |
| 13.06.  | Ilkley AEGON Ilkley Trophy 2016                                                                           | Jewgenija Rodina           | Yang Zhaoxuan Zhang Kailin                       |
| 13.06.  | Minsk | Valentini Grammatikopoulou | Valentini Grammatikopoulou Anna Kalinskaja       |
| 13.06.  | Montpellier                                                                                               | Jil Belen Teichmann        | Prarthana Thombare Eva Wacanno                   |
| 13.06.  | Braunschweig Braunschweig Women’s Open 2016                                                               | Nina Stojanović            | Katharina Gerlach Katharina Hobgarski            |
| 13.06.  | Sumter | Catherine Bellis           | Ashley Weinhold Caitlin Whoriskey                |
| 13.06.  | Fargʻona                                                                                                  | Polina Monowa              | Polina Monowa Jana Sisikowa                      |
| 13.06.  | Victoria                                                                                                  | Katharine Fahey            | Lorraine Guillermo Kristina Smith                |
| 13.06.  | Anning | Xun Fangying               | Chen Jiahui Xin Yuan                             |
| 13.06.  | Přerov | Lenka Juríková             | Jana Jablonovská Vendula Žovincová               |
| 13.06.  | Scharm El-Scheich                                                                                         | Jaqueline Cristian         | Ana Bianca Mihăilă Zhao Qianqian                 |
| 13.06.  | Sassuolo                                                                                                  | Jessica Pieri              | Alice Balducci Deborah Chiesa                    |
| 13.06.  | Grand Baie                                                                                                | Snehadevi Reddy            | Kyra Shroff Dhruthi Tatachar Venugopal           |
| 13.06.  | Alkmaar                                                                                                   | Elyne Boeykens             | Luisa Marie Huber Hélène Scholsen                |
| 13.06.  | Oeiras | Angelica Moratelli         | Andrea Ka Laëtitia Sarrazin                      |
| 13.06.  | Maribor                                                                                                   | Marianna Sakarljuk         | Nastja Kolar Francesca Stephenson                |
| 13.06.  | Kaohsiung                                                                                                 | Lee Hua-chen               | Erina Hayashi Haruka Kaji                        |
| 13.06.  | Antalya                                                                                                   | Ayla Aksu                  | Arianne Hartono Paige Mary Hourigan              |
| 20.06.  | Périgueux                                                                                                 | Jil Belen Teichmann        | Conny Perrin Chantal Škamlová                    |
| 20.06.  | Rom | Rebecca Šramková           | Claudia Giovine Katarzyna Piter                  |
| 20.06.  | Moskau | Anastassija Komardina      | Natela Dsalamidse Weronika Kudermetowa           |
| 20.06.  | Ystad | Susanne Celik              | Cornelia Lister Nina Stojanović                  |
| 20.06.  | Lenzerheide Lenzerheide Open 2016                                                                         | Tamara Korpatsch           | Tadeja Majerič Aleksandrina Najdenowa            |
| 20.06.  | Baton Rouge                                                                                               | Walerija Solowjowa         | Lauren Herring Ellen Perez                       |
| 20.06.  | Nieuwpoort                                                                                                | Quirine Lemoine            | Amanda Carreras Alice Savoretti                  |
| 20.06.  | Anning | Tang Haochen               | Guo Hanyu Lu Jiaxi                               |
| 20.06.  | Scharm El-Scheich                                                                                         | Zhao Xiaoxi                | Ana Bianca Mihăilă Zhao Xiaoxi                   |
| 20.06.  | Kaltenkirchen ITF Future Nord 2016                                                                        | Katharina Hobgarski        | Katharina Hobgarski Julia Wachaczyk              |
| 20.06.  | Grand Baie                                                                                                | Estelle Cascino            | Chayenne Ewijk Rosalie van der Hoek              |
| 20.06.  | Breda | Vivian Heisen              | Valentini Grammatikopoulou Swjatlana Piraschenka |
| 20.06.  | Cantanhede                                                                                                | Sinéad Lohan               | Francisca Jorge Marta Oliveira                   |
| 20.06.  | Maribor                                                                                                   | Milana Špremo              | Sara Palčič Nina Potočnik                        |
| 20.06.  | Sangju | Hanna Chang                | Kim Ju-eun Ye Qiuyu                              |
| 20.06.  | Kaohsiung                                                                                                 | Zhang Ying                 | Chien Pei-ju Lee Pei-chi                         |
| 20.06.  | Antalya                                                                                                   | Jennifer Zerbone           | Caroline Romeo Alona Sotnykowa                   |
| 27.06.  | Rom Rome Tiro a Volo 2016                                                                                 | Sílvia Soler Espinosa      | İpek Soylu Xu Shilin                             |
| 27.06.  | Denain | Nadia Podoroska            | Michaela Hončová Sherazad Reix                   |
| 27.06.  | Stuttgart Internationale Württembergische Damen-Tennis-Meisterschaften um den Stuttgarter Stadtpokal 2016 | Lina Gjorcheska            | Lina Gjorcheska Florencia Molinero               |
| 27.06.  | Middelburg                                                                                                | Quirine Lemoine            | Quirine Lemoine Eva Wacanno                      |
| 27.06.  | Toruń | Isabella Schinikowa        | Irina Bara Walerija Sawinych                     |
| 27.06.  | Helsingborg                                                                                               | Susanne Celik              | Tian Ran You Xiaodi                              |
| 27.06.  | El Paso                                                                                                   | Jamie Loeb                 | Ashley Weinhold Caitlin Whoriskey                |
| 27.06.  | Banja Luka                                                                                                | Viktória Kužmová           | Barbara Kötelesová Manca Pislak                  |
| 27.06.  | Scharm El-Scheich                                                                                         | Greetje Minnen             | Ola Abou Zekry Sharrmadaa Baluu                  |
| 27.06.  | Amarante                                                                                                  | Andrea Ka                  | Tereza Mihalíková Inês Murta                     |
| 27.06.  | Focșani                                                                                                   | Anastasia Vdovenco         | Oana Georgeta Simion Gabriela Talabă             |
| 27.06.  | Kasan | Amina Anschba              | Olga Doroschina Jana Sisikowa                    |
| 27.06.  | Gimcheon                                                                                                  | Jeong Su-nam               | Robu Kajitani Akiko Omae                         |
| 27.06.  | Antalya                                                                                                   | Zuzana Zlochová            | Melis Sezer Ana Veselinović                      |